# Arroyos Barbaon y Calzones
Arroyos Barbaon y Calzones este o arie protejată (arie specială de conservare — SAC, sit de importanță comunitară — SCI) din Spania întinsă pe o suprafață de 2.055,7 ha, integral pe uscat.

## Localizare
Centrul sitului Arroyos Barbaon y Calzones este situat la coordonatele 39°56′31″N 6°04′09″W / 39.941944°N 6.069167°V.

## Înființare
Situl Arroyos Barbaon y Calzones a fost declarat sit de importanță comunitară în decembrie 2000 pentru a proteja 4 specii de plante și 101 specii de animale. Situl a fost protejat și ca arie specială de conservare în mai 2015.

## Biodiversitate
Situată în ecoregiunea mediteraneană, aria protejată conține 18 habitate naturale: Pante stâncoase silicioase cu vegetație casmofită, Ape oligotrofe din câmpii nisipoase, cu un conținut foarte redus de minerale (Littorelletalia uniflorae), Liziere de ierburi înalte hidrofile de câmpie și de nivel montan până la alpin, Lacuri eutrofice naturale cu vegetație de tip Magnopotamion sau Hydrocharition, Galerii de Salix alba și de Populus alba, Păduri aluvionare cu Alnus glutinosa și Fraxinus excelsior (Alno-Padion, Alnion incanae, Salicion albae), Pseudostepă cu ierburi și specii anuale de Thero-Brachypodietea, Lande oro-mediteraneene cu formațiuni endemice de grozamă, Iazuri temporare mediteraneene, Păduri termofile cu Fraxinus angustifolia, Cursuri de apă de la nivel de câmpie la nivel montan, cu vegetație Ranunculion fluitantis și Callitricho-Batrachion, Galerii și tufărișuri riverane sudice (Nerio-Tamaricetea și Securinegion tinctoriae), Pajiști umede mediteraneene cu ierburi înalte de Molinio-Holoschoenion, Fânețe de joasă altitudine (Alopecurus pratensis, Sanguisorba officinalis), Lacuri și iazuri distrofice naturale, Tufărișuri termo-mediteraneene și de pre-deșert, Dehesas cu Quercus spp. perene, Roci stâncoase cu vegetație pionieră de Sedo-Scleranthion sau Sedo albi-Veronicion dillenii.
La baza desemnării sitului se află mai multe specii protejate:
- plante (4): isoëtes boryana (Isoetes boryana), Jasione lusitanica, Narcissus fernandesii, Narcissus humilis
- păsări (79): lăcar mare (Acrocephalus arundinaceus), lăcar-de-lac (Acrocephalus scirpaceus), fluierar de munte (Actitis hypoleucos), vulturul negru (Aegypius monachus), pescăruș albastru (Alcedo atthis), rață sulițar (Anas acuta), rață lingurar (Anas clypeata), rață pitică (Anas crecca), rață fluierătoare (Anas penelope), rață mare (Anas platyrhynchos), rață pestriță (Anas strepera), fâsă de luncă (Anthus pratensis), stârc cenușiu (Ardea cinerea), stârc roșu (Ardea purpurea), rață-cu-cap-castaniu (Aythya ferina), rața moțată (Aythya fuligula), buha (Bubo bubo), caprimulg (Caprimulgus europaeus), Caprimulgus ruficollis,  prundaș gulerat mic (Charadrius dubius), barză albă (Ciconia ciconia), barză neagră (Ciconia nigra), șerpar (Circaetus gallicus), cuc (Cuculus canorus), lăstun de casă (Delichon urbica), egretă albă (Egretta alba), egretă mică (Egretta garzetta), presură de stuf (Emberiza schoeniclus), măcăleandru (Erithacus rubecula), muscar negru (Ficedula hypoleuca), Galerida theklae, becațină comună (Gallinago gallinago), vulturul pleșuv sur (Gyps fulvus), acvilă pitică (Hieraaetus pennatus), piciorong (Himantopus himantopus), Hippolais polyglotta, rândunică roșcată (Hirundo daurica), rândunică (Hirundo rustica), capîntortură (Jynx torquilla), sfrâncioc cu cap roșu (Lanius senator), pescăruș negricios (Larus fuscus), ciocârlie de pădure (Lullula arborea), privighetoare (Luscinia megarhynchos), prigoare (Merops apiaster), gaia neagră (Milvus migrans), gaia roșie (Milvus milvus), codobatură galbenă (Motacilla alba), codobatură de munte (Motacilla cinerea), codobatura galbenă (Motacilla flava), muscar sur (Muscicapa striata), vultur egiptean (Neophron percnopterus), pietrar mediteranean (Oenanthe hispanica), pietrar sur (Oenanthe oenanthe), grangur (Oriolus oriolus), ciuf-pitic (Otus scops), cormoran mare (Phalacrocorax carbo), codroș de munte (Phoenicurus ochruros), pitulice de munte (Phylloscopus bonelli), pitulice de munte (Phylloscopus collybita), ploier auriu (Pluvialis apricaria), corcodel-cu-gât-negru (Podiceps nigricollis), ciocântors (Recurvirostra avosetta), lăstun de mal (Riparia riparia), mărăcinar negru (Saxicola torquatus), turturică (Streptopelia turtur), silvie cu cap negru (Sylvia atricapilla), silvie de zăvoi (Sylvia borin), silvie roșcată (Sylvia cantillans), silvie de câmp (Sylvia communis), Sylvia conspicillata, Sylvia hortensis, silvie mediteraneană (Sylvia melanocephala), silvie de tufiș (Sylvia undata), călifar roșu (Tadorna ferruginea), fluierarul de zăvoi (Tringa ochropus), fluierarul cu picioare roșii (Tringa totanus), sturz-cântător (Turdus philomelos), pupăză (Upupa epops), nagâț (Vanellus vanellus)
- amfibieni (1): Discoglossus galganoi
- mamifere (7): vidră de râu (Lutra lutra), Microtus cabrerae, liliac cu aripi lungi (Miniopterus schreibersii), liliac cu urechi mari (Myotis bechsteinii), liliac comun (Myotis myotis), liliacul mare cu potcoavă (Rhinolophus ferrumequinum), liliacul mic cu potcoavă (Rhinolophus hipposideros)
- nevertebrate (3): fluturele auriu (Euphydryas aurinia), Gomphus graslinii, Oxygastra curtisii
- pești (8): Alosa alosa, Anaecypris hispanica, Cobitis paludica, Luciobarbus comizo, Pseudochondrostoma polylepis, Pseudochondrostoma willkommii, Rutilus alburnoides, Rutilus lemmingii
- reptile (3): țestoasa de baltă (Emys orbicularis), Lacerta schreiberi, Mauremys leprosa

Pe lângă speciile protejate, pe teritoriul sitului au mai fost identificate 50 de specii de plante, 50 de specii de păsări, 15 specii de amfibieni, 23 de specii de mamifere, 16 specii de nevertebrate, 8 specii de pești, 21 de specii de reptile.